# Наскрізне шифрування
Наскрізне шифрування (також кінцеве шифрування; англ. end-to-end encryption) — спосіб передачі даних, в якому тільки користувачі, що беруть участь в спілкуванні, мають доступ до повідомлень. Таким чином, використання наскрізного шифрування не дозволяє отримати доступ до криптографічних ключів з боку третіх осіб.
Наскрізне шифрування — це найбезпечніший спосіб приватного та безпечного спілкування в Інтернеті. Шифруючи повідомлення на обох кінцях розмови, наскрізне шифрування не дозволяє нікому посередині читати приватні повідомлення.

## Обмін ключами
Для обміну ключами можуть бути застосовані симетричний і асиметричний алгоритми. Наскрізне шифрування припускає, що ключі шифрування відомі тільки сторонам, які спілкуються між собою. Для реалізації цієї умови може бути використана схема з попереднім поділом секрету або, наприклад,  протокол Діффі-Хелмана, який використовується в месенджерах WhatsApp, Telegram, Messenger, Signal, Viber, Discord.

## Сучасне використання

### Загальні принципи
Наскрізне шифрування гарантує, що доступ до вихідного тексту повідомлення є тільки у відправника та одержувача. Це означає, що інформація стає недоступною навіть для серверів, що передають дані.
Шифрування відбувається на кінцевих пристроях користувачів, крім того, дані залишаються зашифрованими, поки не будуть доставлені до місця призначення, тому часто наскрізне шифрування також називають "нульовий доступ" або "шифрування на стороні клієнта". Однак, слід розрізняти кінцеве шифрування при передачі даних та шифрування на стороні клієнта при зберіганні даних.

### Історія
Ідея безпечного цифрового зв’язку виникла в 1981 році, коли вперше була опублікована SMTP. Це був стандарт для електронної пошти і почав еволюцію однорангового протоколу, який кожен може використовувати для спілкування.
У 1990-х роках відбувся черговий великий стрибок у світі з впровадженням Pretty Good Privacy або PGP, наскрізного програмного забезпечення для шифрування, створеного програмістом, на ім'я Філ Ціммерман. Але, на жаль, усе пішло не так, як очікувалося.
Наступна хвиля припала на 2013 рік після інформації від Едварда Сноудена про шифрування та конфіденційність. З роками виникало все більше і більше дискусій щодо конфіденційності у поєднанні з прогресом технологій призвели до розвитку E2EE, і багато додатків почали його впроваджувати. Наскрізне шифрування набрало популярності, коли Facebook приєднався до промоції, заявивши, що впровадить цю технологію на всіх своїх платформах у соціальних мережах, хоча це все ще не близько до реальності.

### Електронна пошта
Одним з перших стандартів для асинхронного обміну повідомленнями є протокол SMTP. Цей протокол, спочатку використовується тільки для передачі електронної пошти, у первісній своїй реалізації не забезпечував конфіденційність листування за допомогою наскрізного шифрування. У 1991 році Філіпом Цимерманом був створений пакет програмного забезпечення для шифрування електронної пошти PGP. Бібліотека отримала широке розповсюдження по всьому світу, тому багато компаній хотіли створювати власну, сумісну з PGP. Після цього в 1997 році IETF остаточно визначила набір стандартів для наскрізного шифрування електронної пошти, який назвали OpenPGP. OpenPGP реалізований в програмному забезпеченні систем з відкритим вихідним кодом, таких як Enigmail для Thunderbird, а також в мобільних додатках, таких як IPGMail для iOS і в системі управління ключами Openkeychain для Android та інших.
У 1999 році Фондом вільного програмного забезпечення була розроблена реалізація OpenPGP, яка отримала назву GnuPG. Вона відповідає стандартам специфікації OpenPGP, виступаючи в якості основи безкоштовного програмного забезпечення для більшості сучасних додатків з підтримкою PGP.

### Месенджери і чати
На відміну від електронної пошти, яка використовує асинхронний обмін повідомленнями, системи миттєвого обміну повідомленнями від самого початку використовували синхронну передачу даних, однак сьогодні багато месенджерів дозволяють здійснювати асинхронну доставку повідомлень. Останнім часом такі системи стають більш популярними порівняно з поштовими клієнтами, тому що вони також надають підтримку передачі відео, файлів і голосу.
У 1998 році Джеремі Міллером почалася розробка проекту Jabber, який надалі отримав назву XMPP. XMPP надає технологію для асинхронного обміну структурованими даними в розподіленій мережі з участю клієнтів і серверів, що підтримують присутність. Щоб підвищити рівень безпеки у нових специфікаціях протоколу буде додана підтримка наскрізного шифрування, тому що зараз інформація, передана за допомогою XMPP, за замовчуванням не шифруються, хоча в ньому і використовуються вбудовані протоколи SASL і TLS. Спочатку саме відкритий стандарт протоколу XMPP, розроблений IETF, використовувався в більшості систем миттєвого обміну повідомленнями, таких як Google Talk.
Протокол OTR, випущений в 2004 році, є розширенням XMPP з метою забезпечити наскрізне шифрування. Він також забезпечує оповіщення користувачів, на відміну від PGP, яке згодом може бути використано в якості запису про встановлення з'єднання і ідентифікації учасників. OTR в якомусь сенсі можна вважати оновленням безпеки в PGP, тому що він не зберігає довгострокових відкритих ключів, які можуть бути скомпрометовані. До недоліків OTR можна віднести відсутність підтримки групових чатів та асинхронного обміну повідомлень, тому що він призначений для синхронного обміну повідомленнями між двома людьми.
Кілька сучасних месенджерів використовують для шифрування Signal Protocol.

## Проблеми

### Атака «людина посередині»
Наскрізне шифрування передбачає, що контроль за листуванням здійснюється безпосередньо користувачами. Одним з варіантів обходу наскрізного шифрування для зловмисника є захоплення під свій контроль каналу зв'язку між кінцевими точками, після цього він може спробувати видати себе за одержувача повідомлення, щоб, наприклад, підмінити відкритий ключ. Щоб не дати себе виявити, зловмисник після дешифрування повідомлення може зашифрувати його ключем, який він або вона поділяє з фактичним одержувачем, або його або її відкритим ключем у випадку асиметричних систем, і знову відправити повідомлення. Атаки такого типу заведено називати атаками «людина посередині». 
Для запобігання MITM-атак більшість криптографічних протоколів використовують автентифікацію. Для цього можуть використовуватися, наприклад, центри сертифікації. Альтернативним методом є створення відбитків відкритого ключа на основі загальнодоступних відкритих ключів користувачів або загальних секретних ключів. Перш ніж почати розмову сторони порівнюють свої відбитки відкритих ключів з використанням зовнішнього каналу зв'язку, який гарантує цілісність та автентичність зв'язку, при цьому він не обов'язково повинен бути секретним. Якщо відбитки пальців збігаються, значить атака «людина посередині» не була проведена.

### Безпека кінцевих точок
Іншим способом обходу наскрізного шифрування є атака безпосередньо на кінцеві точки доступу. Кожен пристрій користувача може бути зламано, з метою вкрасти криптографічний ключ (для створення атаки «людина посередині») або просто прочитати дешифровані повідомлення користувачів. Для уникнення такого роду спроб злому, необхідно забезпечити відповідний захист пристроїв за допомогою програмних або інших методів. Основними спробами підвищити безпеку кінцевих точок були виділення ключових операцій генерації, зберігання і криптографії на розумну-карту, наприклад, у Project Vault Google. Тим не менш, тому що введення і виведення відкритого тексту видно в системі, то ці підходи не здатні захистити від клавіатурних шпигунів і шкідливого програмного забезпечення, яке може відстежувати розмови в режимі реального часу. Більше надійний підхід полягає у фізичній ізоляції пристрою.

### Бекдори
Компанії можуть також (самостійно чи з примусу) впроваджувати у своє програмне забезпечення бекдори, які допомагають порушити узгодження ключа або обійти шифрування. Згідно інформації, розкритої Едвардом Сноуденом в 2013 році, Skype містив бекдор, який дозволяв Microsoft передавати в АНБ повідомлення користувачів, незважаючи на те, що офіційно ці повідомлення піддавалися наскрізного шифруванню.